# Rugby Africa Women's Cup 2022
La Rugby Africa Women's Cup del 2022 fue la tercera edición del torneo de rugby para selecciones femeninas pertenecientes a Rugby Afrique.
El torneo se disputó en formato de series entre selecciones femeninas definidas por criterio geográfico, los ganadores de cada grupo clasificaron al Rugby Africa Women's Cup 2023.

## Resultados
|  | Clasificado a la Rugby Africa Women's Cup 2023. |

### Grupo A
| Pos | Países    | Partidos | Partidos | Partidos | Tantos | Tantos | Tantos | Pts |
| Pos | Países    | G        | E        | P        | PF     | PC     | DP     | Pts |
| --- | --------- | -------- | -------- | -------- | ------ | ------ | ------ | --- |
| 1   | Sudáfrica | 2        | 0        | 0        | 236    | 3      | +233   | 10  |
| 2   | Zimbabue  | 1        | 0        | 1        | 72     | 108    | -36    | 5   |
| 3   | Namibia   | 0        | 0        | 2        | 3      | 200    | -197   | 0   |

| 15 de junio de 2022 | Sudáfrica | 108 - 0 | Zimbabue |  |  |

| 19 de junio de 2022 | Namibia | 0 - 72 | Zimbabue |  |  |

| 23 de junio de 2022 | Sudáfrica | 128 - 3 | Namibia |  |  |

### Grupo B
| Pos | Países     | Partidos | Partidos | Partidos | Tantos | Tantos | Tantos | Pts |
| Pos | Países     | G        | E        | P        | PF     | PC     | DP     | Pts |
| --- | ---------- | -------- | -------- | -------- | ------ | ------ | ------ | --- |
| 1   | Madagascar | 2        | 0        | 0        | 61     | 30     | +31    | 10  |
| 2   | Túnez      | 1        | 0        | 1        | 29     | 34     | -5     | 5   |
| 3   | Senegal    | 0        | 0        | 2        | 32     | 58     | -26    | 1   |

| 14 de octubre de 2022 | Túnez | 24 - 7 | Senegal |  |  |

| 18 de octubre de 2022 | Senegal | 25 - 34 | Madagascar |  |  |

| 22 de octubre de 2022 | Túnez | 5 - 27 | Madagascar |  |  |

### Grupo C
| Pos | Países | Partidos | Partidos | Partidos | Tantos | Tantos | Tantos | Pts |
| Pos | Países | G        | E        | P        | PF     | PC     | DP     | Pts |
| --- | ------ | -------- | -------- | -------- | ------ | ------ | ------ | --- |
| 1   | Kenia  | 2        | 0        | 0        | 59     | 20     | +39    | 9   |
| 2   | Uganda | 1        | 0        | 1        | 39     | 40     | -1     | 5   |
| 3   | Zambia | 0        | 0        | 2        | 34     | 72     | -38    | 0   |

| 25 de octubre de 2022 | Uganda | 36 - 17 | Zambia |  |  |

| 29 de octubre de 2022 | Kenia | 36 - 17 | Zambia |  |  |

| 2 de noviembre de 2022 | Uganda | 3 - 23 | Kenia |  |  |

### Grupo D
| Pos | Países          | Partidos | Partidos | Partidos | Tantos | Tantos | Tantos | Pts |
| Pos | Países          | G        | E        | P        | PF     | PC     | DP     | Pts |
| --- | --------------- | -------- | -------- | -------- | ------ | ------ | ------ | --- |
| 1   | Camerún         | 2        | 0        | 0        | 60     | 0      | +60    | 9   |
| 2   | Costa de Marfil | 1        | 0        | 1        | 50     | 18     | +32    | 5   |
| 3   | Burkina Faso    | 0        | 0        | 2        | 10     | 102    | -92    | 0   |

| 4 de noviembre de 2022 | Camerún | 8 - 0 | Costa de Marfil |  |  |

| 8 de noviembre de 2022 | Costa de Marfil | 50 - 10 | Burkina Faso |  |  |

| 12 de noviembre de 2022 | Camerún | 52 - 0 | Burkina Faso |  |  |